# CS Gloria Bistrița (handbal feminin)
Clubul Sportiv Gloria Bistrița este o secție de handbal feminin a entității cu același nume din Bistrița, România. Echipa a aparținut anterior Clubului Sportiv Municipal Bistrița și până în primăvara anului 2016, a evoluat în Divizia A. La sfârșitul sezonului competițional 2015-2016, CSM Bistrița s-a clasat pe locul 1 în seria B a Diviziei A și s-a calificat astfel direct în Liga Națională. În vara anului 2018, echipa a fost preluată de clubul CS Gloria 2018 Bistrița-Năsăud și și-a schimbat denumirea. Sediul clubului se află pe Strada Petru Rareș nr.1-2, et.I, cam.6 din Bistrița iar culorile oficiale ale clubului sunt roșu-negru.
Secția a fost fondată în anul 2009, sub numele de CSM-LPS Bistrița. O echipă de handbal feminin bistrițean a existat și anterior, cu începere din 1986, când fostul Club Sportiv Gloria Bistrița a fost separat în două: pe de o parte echipa de fotbal, pe de altă parte un club nou, condus de profesorul Radu Vianu și cuprinzând opt secții sportive, printre care și handbal feminin. După 1990, acest club a renunțat la secțiile de lupte și handbal.
CS Gloria 2018 Bistrița Năsăud a fost antrenată de Horațiu Pașca, din martie 2021 el a fost înlocuit cu Alexandru Radu Moldovan. Din iulie până în noiembrie 2021 echipa fost antrenată de Kim Rasmussen, iar din decembrie 2021 pe banca tehnică a revenit Horațiu Pașca. Din octombrie 2023 echipa este antrenată de Florentin Pera. Echipa joacă meciurile de pe teren propriu în Sala Polivalentă din localitate. Principalul finanțator al echipei este Consiliul Județean Bistrița Năsăud.
Aflată în premieră într-o competiție europeană, CS Gloria 2018 Bistrita-Năsăud prin egalul, 24-24, obținut in deplasare pe 9 februarie 2020 împotriva formației maghiare ÉRD, s-a calificat in sferturile Cupei EHF 2019-20. În sferturile competiției a fost eliminată de formația daneză Herning-Ikast Håndbold. La a două prezență într-o competiție europeană, în sezonul 2023-2024, echipa a disputat finala Ligii Europene, competiția care a înlocuit Cupa EHF. Pe 12 mai 2024, în cadrul turneului Final Four de la Graz, CS Gloria 2018 Bistrita-Năsăud a fost învinsă în finală cu scorul de 29-27 de echipa norvegiană Storhamar HE. De asemenea, Renata de Arruda, portarul Gloriei a fost declarată cea mai bună jucătoare a turneului Final Four (MVP), distincție acordată de Federația Europeană de Handbal.

## Palmares
- Liga Europeană:
  -  Finalistă: 2024

- Cupa EHF:
  - Sferturi de finală: 2020

- Liga Națională:
  -  Locul 3: 2019, 2023, 2024, 2025

- Cupa României:
  - Finalistă: 2025

## Sezoane recente
| Sezon   | Competiție națională | Loc        | Cupa României | Supercupa României | Competiție europeană | Competiție europeană |
| ------- | -------------------- | ---------- | ------------- | ------------------ | -------------------- | -------------------- |
| 2013-14 | DA                   | 5          |               |                    |                      |                      |
| 2014-15 | DA                   | 5          |               |                    |                      |                      |
| 2015-16 | DA                   | 1          |               |                    |                      |                      |
| 2016-17 | LN                   | 8          | Locul trei    |                    |                      |                      |
| 2017-18 | LN                   | 6          |               |                    |                      |                      |
| 2018-19 | LN                   | Locul trei |               |                    |                      |                      |
| 2019-20 | LN                   | 6✳         |               |                    | Cupa EHF             | Sferturi             |
| 2020-21 | LN                   | 7          |               |                    |                      |                      |
| 2021-22 | LN                   | 7          |               |                    |                      |                      |
| 2022-23 | LN                   | Locul trei | Semifinalistă |                    |                      |                      |
| 2023-24 | LN                   | Locul trei | Locul trei    |                    | Liga Europeană       | Finalistă            |
| 2024-25 | LN                   | Locul trei |               |                    | Liga Campionilor     | Faza grupelor        |

✳ Sezonul 2019-2020 al Ligii Naționale s-a încheiat, din cauza pandemiei de coronaviroză cauzată de noul coronavirus 2019-nCoV (SARS-CoV-2), fără a se mai disputa ultimele șapte etape, XX–XXVI, cu rămânerea în vigoare a clasamentului valabil la data de 11 martie 2020, când s-a desfășurat ultimul meci, fără introducerea unor criterii finale de departajare, fără a retrograda nici o echipă și fără a se acorda titlul și medalii.

## Meciuri europene
Conform Federației Europene de Handbal:
| Sezon   | Competiție                     | Fază                    | Fază                   | Club                         | Tur   | Retur       | Total       |
| ------- | ------------------------------ | ----------------------- | ---------------------- | ---------------------------- | ----- | ----------- | ----------- |
|         |                                |                         |                        |                              |       |             |             |
| 2019-20 | Cupa EHF                       | Turul 3                 | Turul 3                | Corona Brașov                | 25-27 | 24-22       | 49–49 (a) ✳ |
| 2019-20 | Cupa EHF                       | Faza grupelor (Grupa C) | MKS Lublin SA          | 22–22                        | 26–20 | Locul doi   |             |
| 2019-20 | Cupa EHF                       | Faza grupelor (Grupa C) | ÉRD                    | 25–25                        | 24–24 | Locul doi   |             |
| 2019-20 | Cupa EHF                       | Faza grupelor (Grupa C) | Odense Håndbold        | 19–25                        | 25–23 | Locul doi   |             |
| 2019-20 | Cupa EHF                       | Sferturi de finală      | Sferturi de finală     | Herning-Ikast Håndbold       | 26-29 | 26-28       | 52–57       |
|         |                                |                         |                        |                              |       |             |             |
| 2023-24 | Liga Europeană Finalistă       | Faza grupelor (Grupa C) | MKS FunFloor Lublin    | 26–23                        | 29–26 | Locul întâi |             |
| 2023-24 | Liga Europeană Finalistă       | Faza grupelor (Grupa C) | HSG Bensheim/Auerbach  | 35–27                        | 33–24 | Locul întâi |             |
| 2023-24 | Liga Europeană Finalistă       | Faza grupelor (Grupa C) | Neptunes de Nantes     | 19–19                        | 34–29 | Locul întâi |             |
| 2023-24 | Liga Europeană Finalistă       | Sferturi de finală      | Sferturi de finală     | Motherson Mosonmagyaróvár KC | 32–30 | 27–25       | 59–55       |
| 2023-24 | Liga Europeană Finalistă       | Turneu Final 4          | Semifinale             | HC Dunărea Brăila            | 37-26 | 37-26       | Finalistă   |
| 2023-24 | Liga Europeană Finalistă       | Turneu Final 4          | Finala                 | Storhamar HE                 | 27-29 | 27-29       | Finalistă   |
| 2024-25 | Liga Campionilor Faza grupelor | Faza grupelor (Grupa A) | CSM București          | 30–26                        | 23–32 | Locul 7     |             |
| 2024-25 | Liga Campionilor Faza grupelor | Faza grupelor (Grupa A) | RK Krim Mercator       | 30–35                        | 25–28 | Locul 7     |             |
| 2024-25 | Liga Campionilor Faza grupelor | Faza grupelor (Grupa A) | RK Podravka Koprivnica | 25–29                        | 25–26 | Locul 7     |             |
| 2024-25 | Liga Campionilor Faza grupelor | Faza grupelor (Grupa A) | Nykøbing Falster       | 37–29                        | 24–32 | Locul 7     |             |
| 2024-25 | Liga Campionilor Faza grupelor | Faza grupelor (Grupa A) | Storhamar HE           | 31–28                        | 23–25 | Locul 7     |             |
| 2024-25 | Liga Campionilor Faza grupelor | Faza grupelor (Grupa A) | Ferencváros TC         | 23–26                        | 28–32 | Locul 7     |             |
| 2024-25 | Liga Campionilor Faza grupelor | Faza grupelor (Grupa A) | Metz Handball          | 28–34                        | 26–28 | Locul 7     |             |

✳ În Turul 3 (9 și 17 noiembrie 2019), scorul general a fost egal, 49-49, iar Corona Brașov s-a calificat în faza grupelor, datorită faptului că a înscris mai multe goluri în deplasare, 27 față de 22 de goluri cât a înscris CS Gloria 2018 Bistrița-Năsăud. Pe 19 noiembrie 2019, agenția română anti-doping ANAD a anunțat că a notificat trei sportive de la clubul de handbal Corona Brașov că sunt suspectate de utilizarea unei metode interzise, terapia cu laser intravenos. Federația Europenă de Handbal a luat la cunoștință de această situație, în data de 22 noiembrie 2019. Pe 25 noiembrie, ANAD a decis suspendarea temporară a celor trei handbaliste. Ulterior, ancheta ANAD a fost extinsă împotriva tuturor jucătoarelor clubului iar în 3 decembrie 2019, toate jucătoarele echipei Corona Brașov au fost suspendate provizoriu din competițiile organizate de FRH. Pe 5 decembrie 2019, EHF a suspendat provizoriu echpa Corona Brașov și jucătoarele acesteia din competițiile europene de handbal. Pe 9 decembrie 2019, EHF a decis înlocuirea Coronei Brașov cu CS Gloria 2018 Bistrița-Năsăud în faza grupelor a Cupei EHF.

## Lotul de jucătoare 2024/25
Conform paginii oficiale a clubului:
| Portari - 12 Ivana Kapitanović - 21 Alexandra Perianu - 87 Renata de Arruda Extreme Extreme stânga - 02 Nicoleta Dincă - 25 Éva Kerekes - 96 Dagmara Nocuń Extreme dreapta - 27 Asuka Fujita - 30 Sonia Seraficeanu Pivoți - 03 Iaroslava Burlacenko - 07 Tamires Araújo - 97 Nikolina Vukčević | Linia de 9 metri Interi stânga - 10 Danila So Delgado - 14 Bianca Bazaliu - 29 Gnonsiane Niombla - 44 Gréta Kácsor Centri - 08 Maria Țanc - 13 Cristina Laslo - 35 Valeria Kirdiașeva Interi dreapta - 39 Natalia Nosek - 98 Seynabou Mbengue |

## Banca tehnică și conducerea administrativă
Conform paginii oficiale a clubului:
| Nume              | Ocupație             |
| ----------------- | -------------------- |
| Eugen Cosma       | Director             |
| Dan Dumitru       | Team manager         |
| Cristina Vlasa    | Comunicare & Imagine |
| Marius Novanc     | Antrenor interimar   |
| Alexandru Buligan | Antrenor cu portarii |
| Ștefan Ciuntu     | Preparator fizic     |
| Alexandru Chiuzan | Maseur               |
| Cornel Cotuțiu    | Maseur               |
| Claudiu Rogozan   | Kinetoterapeut       |
| Andrei Farcaș     | Medic                |
| Hajnalka Stoica   | Psiholog             |

## Marcatoare în competițiile europene
Conform Federației Europene de Handbal:
| Sezon   | Competiție     | Poz. | Nume                    | Goluri |
| ------- | -------------- | ---- | ----------------------- | ------ |
|         |                |      |                         |        |
| 2019-20 | Cupa EHF       |      |                         |        |
| 2019-20 | Cupa EHF       | 1    | Laura Pristăvița        | 37     |
| 2019-20 | Cupa EHF       | 2    | Valentina Ardean-Elisei | 36     |
| 2019-20 | Cupa EHF       | 2    | Natalia Vasilevskaia    | 36     |
| 2019-20 | Cupa EHF       | 3    | Nicoleta Dincă          | 30     |
| 2019-20 | Cupa EHF       | 4    | Daniela Rațiu           | 28     |
| 2019-20 | Cupa EHF       | 5    | Diana Ilina             | 25     |
| 2019-20 | Cupa EHF       | 6    | Mariana Costa           | 15     |
| 2019-20 | Cupa EHF       | 7    | Andreea Tetean          | 11     |
| 2019-20 | Cupa EHF       | 8    | Magdalena Paraschiv     | 7      |
| 2019-20 | Cupa EHF       | 9    | Andra Moroianu          | 4      |
| 2019-20 | Cupa EHF       | 9    | Diana Șamanț            | 4      |
| 2019-20 | Cupa EHF       | 10   | Teodora Bloj            | 3      |
| 2019-20 | Cupa EHF       | 10   | Bianca Zegrean          | 3      |
| 2019-20 | Cupa EHF       | 11   | Szilvia Szabó           | 1      |
|         |                |      |                         |        |
| 2023-24 | Liga Europeană |      |                         |        |
| 2023-24 | Liga Europeană | 1    | Cristina Laslo          | 56     |
| 2023-24 | Liga Europeană | 2    | Bianca Bazaliu          | 42     |
| 2023-24 | Liga Europeană | 3    | Tamires Araújo          | 40     |
| 2023-24 | Liga Europeană | 4    | Seynabou Mbengue        | 36     |
| 2023-24 | Liga Europeană | 5    | Sonia Seraficeanu       | 35     |
| 2023-24 | Liga Europeană | 6    | Gnonsiane Niombla       | 24     |
| 2023-24 | Liga Europeană | 7    | Nicoleta Dincă          | 18     |
| 2023-24 | Liga Europeană | 8    | Nina Bulatović          | 14     |
| 2023-24 | Liga Europeană | 9    | Ida-Marie Dahl          | 7      |
| 2023-24 | Liga Europeană | 9    | Paula Posavec           | 7      |
| 2023-24 | Liga Europeană | 10   | Déborah Kpodar          | 6      |
| 2023-24 | Liga Europeană | 10   | Laura Pristăvița        | 6      |
| 2023-24 | Liga Europeană | 11   | Natalia Nosek           | 4      |
| 2023-24 | Liga Europeană | 12   | Renata de Arruda        | 2      |
| 2023-24 | Liga Europeană | 13   | Asuka Fujita            | 1      |
| 2023-24 | Liga Europeană | 13   | Maria Țanc              | 1      |

| Poz. | Nume                    | Goluri |
| ---- | ----------------------- | ------ |
|      |                         |        |
| 1    | Cristina Laslo          | 56     |
| 2    | Nicoleta Dincă          | 48     |
| 3    | Laura Pristăvița        | 43     |
| 4    | Bianca Bazaliu          | 42     |
| 5    | Tamires Araújo          | 40     |
| 6    | Valentina Ardean-Elisei | 36     |
| 6    | Seynabou Mbengue        | 36     |
| 6    | Natalia Vasilevskaia    | 36     |
| 7    | Sonia Seraficeanu       | 35     |
| 8    | Daniela Rațiu           | 28     |
| 9    | Diana Ilina             | 25     |
| 10   | Gnonsiane Niombla       | 24     |
| 11   | Mariana Costa           | 15     |
| 12   | Nina Bulatović          | 14     |
| 13   | Andreea Tetean          | 11     |
| 14   | Ida-Marie Dahl          | 7      |
| 14   | Magdalena Paraschiv     | 7      |
| 14   | Paula Posavec           | 7      |
| 15   | Déborah Kpodar          | 6      |
| 16   | Andra Moroianu          | 4      |
| 16   | Natalia Nosek           | 4      |
| 16   | Diana Șamanț            | 4      |
| 17   | Teodora Bloj            | 3      |
| 17   | Bianca Zegrean          | 3      |
| 12   | Renata de Arruda        | 2      |
| 18   | Asuka Fujita            | 1      |
| 18   | Szilvia Szabó           | 1      |
| 18   | Maria Țanc              | 1      |